# Ngrombo (Plupuh)
Ngrombo is een bestuurslaag in het regentschap Sragen van de provincie Midden-Java, Indonesië. Ngrombo telt 2743 inwoners (volkstelling 2010).